# Tokio-Marathon 2023
| 16. Tokio-Marathon    | 16. Tokio-Marathon           |
| --------------------- | ---------------------------- |
| Stadt                 | Tokio, Japan                 |
| Datum                 | 5. März 2023                 |
| Distanz               | 42,195 Kilometer             |
| Sieger                |                              |
| Männer                | Deso Gelmisa (2:05:22 h)     |
| Frauen                | Rosemary Wanjiru (2:16:28 h) |
| ← Tokio-Marathon 2021 | Tokio-Marathon 2024 →        |
| Website               | Offizielle Website           |

Der Tokio-Marathon 2023 (jap. 東京マラソン2023, Tōkyō Marason 2023) war die sechzehnte Ausgabe der jährlich in Tokio, Japan stattfindenden Laufveranstaltung.
Der Marathon fand am 5. März 2023 statt.
Er war Teil der  World Marathon Majors 2023 und hatte das Etikett Platinum Label der World Athletics Label Road Races 2023.

## Ergebnisse

### Männer
| Platz | Athlet             | Nation    | Zeit    |
| ----- | ------------------ | --------- | ------- |
| 01    | Deso Gelmisa       | Äthiopien | 2:05:22 |
| 02    | Mohamed Esa        | Äthiopien | 2:05:22 |
| 03    | Tsegaye Getachew   | Äthiopien | 2:05:25 |
| 04    | Titus Kipruto      | Kenia     | 2:05:32 |
| 05    | Cameron Levins     | Kanada    | 2:05:36 |
| 06    | Deme Tadu Abate    | Äthiopien | 2:05:38 |
| 07    | Ichitaka Yamashita | Japan     | 2:05:51 |
| 08    | Kenya Sonota       | Japan     | 2:05:59 |
| 09    | Suguru Osako       | Japan     | 2:06:13 |
| 10    | Hiroto Inoue       | Japan     | 2:07:09 |

### Frauen
| Platz | Athletin         | Nation             | Zeit    |
| ----- | ---------------- | ------------------ | ------- |
| 01    | Rosemary Wanjiru | Kenia              | 2:16:28 |
| 02    | Tsehay Gemechu   | Äthiopien          | 2:16:56 |
| 03    | Ashete Bekere    | Äthiopien          | 2:19:11 |
| 04    | Worknesh Edesa   | Äthiopien          | 2:20:13 |
| 05    | Betsy Saina      | Vereinigte Staaten | 2:21:40 |
| 06    | Mizuki Matsuda   | Japan              | 2:21:44 |
| 07    | Ai Hosoda        | Japan              | 2:22:08 |
| 08    | Lindsay Flanagan | Vereinigte Staaten | 2:26:08 |
| 09    | Kaori Morita     | Japan              | 2:26:31 |
| 10    | Yukari Abe       | Japan              | 2:28:20 |